# فیات ۲۴–۳۲ اچ‌پی
فیات ۲۴–۳۲ اچ‌پی (Fiat 24-32 HP) خودرویی است که در سال‌های ۱۹۰۳ تا ۱۹۰۵around 400 produced در تورین و ایتالیا تولید شده‌است.
این خودرو در کلاس خودرو لوکس قرار گرفته، طراحی آن خودروهای موتور جلو-محور عقب بوده طول آن در حالت طبیعی ۴٬۰۰۰ میلیمتر (۱۵۷ اینچ)، عرض آن در حالت طبیعی ۱٬۴۳۰ میلیمتر (۵۶ اینچ) و ارتفاع آن در حالت طبیعی ۲٬۳۵۰ میلیمتر (۹۳ اینچ) و وزن آن در حالت طبیعی ۱٬۷۰۰ کیلوگرم (۳٬۷۴۸ پوند) است. سیستم جعبه‌دندهٔ آن ۴ دنده به صورت دستی است.